# Playground Psychotics
Albums de Frank Zappa
You Can't Do That on Stage Anymore, Vol. 6
(1992) Ahead of Their Time
(1993)
Playground Psychotics est un album live de Frank Zappa and The Mothers of Invention sorti en 1992 chez Barking Pumpkin Records, puis réédité en 1995 par Rykodisc.

## Titres
Tous les titres sont de Frank Zappa, sauf mention contraire.

Les titres 22 à 26 ont été enregistrés en public à Fillmore East, New York, le 6 juin 1971.

### Premier disque
1. Here Comes the Gear, Lads – 1 min 00 s
2. The Living Garbage Truck – 1 min 20 s
3. A Typical Sound Check – 1 min 19 s
4. This Is Neat – 23 s
5. The Motel Lobby – 1 min 21 s
6. Getting Stewed – 55 s
7. The Motel Room – 29 s
8. Don't Take Me Down – 1 min 11 s
9. The Dressing Room – 24 s
10. Learning "Penis Dimension" – 2 min 02 s
11. You There, with the Hard On! – 25 s
12. Zanti Serenade (Ian Underwood, Don Preston, Zappa) – 2 min 40 s
13. Divan – 1 min 46 s
14. Sleeping in a Jar – 1 min 30 s
15. Don't Eat There – 2 min 26 s
16. Brixton Still Life – 2 min 59 s
17. Super Grease (Mothers of Invention, Zappa) – 1 min 39 s
18. Wonderful Wino (Jeff Simmons, Zappa) – 4 min 52 s
19. Sharleena – 4 min 23 s
20. Cruisin' for Burgers – 2 min 53 s
21. Diptheria Blues (Mothers of Invention) – 6 min 19 s
22. Well (Walter Ward) – 4 min 43 s
23. Say Please (John Lennon, Yoko Ono, Zappa) – 57 s
24. Aaawk (Lennon, Ono, Zappa) – 2 min 59 s
25. Scumbag (Lennon, Ono, Howard Kaylan, Zappa) – 5 min 53 s
26. A Small Eternity with Yoko Ono (Lennon, Ono) – 6 min 07 s

### Second disque
1. Beer Shampoo – 1 min 39 s
2. Champagne Lecture – 4 min 29 s
3. Childish Perversions – 1 min 31 s
4. Playground Psychotics – 1 min 08 s
5. The Mudshark Interview – 2 min 39 s
6. There's No Lust in Jazz – 55 s
7. Botulism on the Hoof – 47 s
8. You Got Your Armies – 10 s
9. The Spew King – 24 s
10. I'm Doomed – 25 s
11. Status Back Baby – 2 min 49 s
12. The London Cab Tape (Mothers of Invention) – 1 min 24 s
13. Concentration Moon, Part One – 1 min 20 s
14. The Sanzini Brothers (Underwood, Mark Volman, Kaylan) – 1 min 33 s
15. It's a Good Thing We Get Paid to Do This – 2 min 45 s
16. Concentration Moon, Part Two – 2 min 04 s
17. Mom & Dad – 3 min 16 s
18. Intro to Music for Low Budget Orchestra – 1 min 32 s
19. Billy the Mountain – 30 min 25 s
20. He's Watching Us – 1 min 21 s
21. If You're Not a Professional Actor – 23 s
22. He's Right – 14 s
23. Going for the Money – 12 s
24. Jeff Quits – 1 min 33 s
25. A Bunch of Adventures – 56 s
26. Martin Lickert's Story – 39 s
27. A Great Guy – 30 s
28. Bad Acting – 10 s
29. The Worst Reviews – 20 s
30. A Version of Himself – 1 min 02 s
31. I Could Be a Star Now – 36 s

## Musiciens
Formation de septembre 1970 à février 1971 :
- Frank Zappa — voice, guitar
- Mark Volman — voice
- Howard Kaylan — voice
- Jeff Simmons — voice, bass
- George Duke — voice, keyboards
- Ian Underwood — voice, keyboards
- Aynsley Dunbar — voice, drums
- Martin Lickert — voice
- Dick Barber — voice
- Roelof Kiers — voice

Formation des 5 et 6 juin 1971, Fillmore East NYC :
- Frank Zappa — lead guitar, vocal
- Mark Volman — vocal
- Howard Kaylan — vocal
- Jim Pons — bass, vocal
- Bob Harris — wurlitzer
- Ian Underwood — keyboards, alto sax
- Aynsley Dunbar —drums

+
- Don Preston — keyboards, electronics
- John Lennon — guitar, vocal
- Yoko Ono — bag, vocal

Formation du 7 août 1971, Pauley Pavilion, UCLA, Californie et du 10 décembre 1971, Rainbow Theatre, London :
- Frank Zappa — lead guitar, vocal
- Mark Volman — vocal
- Howard Kaylan — vocal
- Jim Pons — bass, vocal
- Don Preston — keyboards, electronics
- Ian Underwood — keyboards, alto sax
- Aynsley Dunbar — drums

## Production
- Production : Frank Zappa
- Ingénierie : Mark Pinske, Spence Chrislu
- Direction musicale : Frank Zappa
- Conception pochette : Cal Shenkel